# Ejtan Ben Elijahu
Aluf Ejtan Ben Elijahu (* 1944, Jeruzalém, Britský mandát Palestina) je penzionovaný generálmajor Izraelských obranných sil, který v minulosti zastával post velitele Izraelského vojenského letectva.

## Mládí a vojenská kariéra
Elijahův otec se narodil v Íránu a v roce 1922 imigroval do mandátní Palestiny. On sám se narodil v roce 1944 v Jeruzalémě. Během Jomkipurské války velel 201. peruti letounů F-4 Phantom a sestřelil dva egyptské stíhače. V roce 1981 se pak zúčastnil jako letecký doprovod ve stíhacím letounu operace Opera, jejímž cílem bylo zničení iráckého jaderného reaktoru Osirak. Ve své vojenské kariéře sloužil jako velitel eskadry letounů F-15, velitel základny, divizní vedoucí provozních požadavků a v roce 1987 byl jmenován velitelem operací Izraelského vojenského letectva. Dne 1. července 1996 pak povýšil na velitele letectva. Z této funkce dohodl koupi 25 strojů F-15I, které měly delší dolet než dříve zakoupené stroje F-15. Z postu velitele letectva odstoupil 4. dubna 2000.

## Kariéra po odchodu z armády
Po odchodu z aktivní služby Elijahu založil a byl výkonným ředitelem Sentry Technology Group a v letech 2000 až 2002 prezidentem East West Ventures Ltd. Zastával rovněž funkci předsedy představenstva Koretovy nadace fondu izraelského ekonomického rozvoje a jako místopředseda Izraelského národního muzea vědy. Je rovněž členem představenstva Hebrejské univerzity v Jeruzalémě, Sionismu 2000, Izraelského demokratického institutu a Rabinova výzkumného centra.

## Vzdělání
Elijahu vystudoval ekonomii a obchodní správu na Bar-Ilanově univerzitě, kde získal titul bakalář. Později vystudoval strategii mezinárodních vztahů na Telavivské univerzitě, kde získal titul magistr a úspěšně absolvoval program Advanced Management Program na Harvard University.